# Помбал, Себастьян Жозе де Карвалью
Себастья́н Жозе́ де Карва́лью-и-Ме́лу, 1-й марки́з де Помба́л (с 16 сентября 1769 года), 1-й граф де Оэ́йраш (с 15 июля 1759 года) (порт. Sebastião José de Carvalho e Melo, Conde de Oeiras, Marquês de Pombal; 13 мая 1699[…], Сернансельи, Королевство Португалия или Лиссабон, Королевство Португалия — 8 мая 1782[…], Помбал, Королевство Португалия) — наиболее влиятельный португальский политик эпохи Просвещения, один из самых ярких представителей «просвещённого абсолютизма». Фактически держал в своих руках бразды правления Португалией при короле Жозе I (с 1750 по 1777 годы) и руководил восстановлением страны после разрушительного Лиссабонского землетрясения.

## Ранние годы

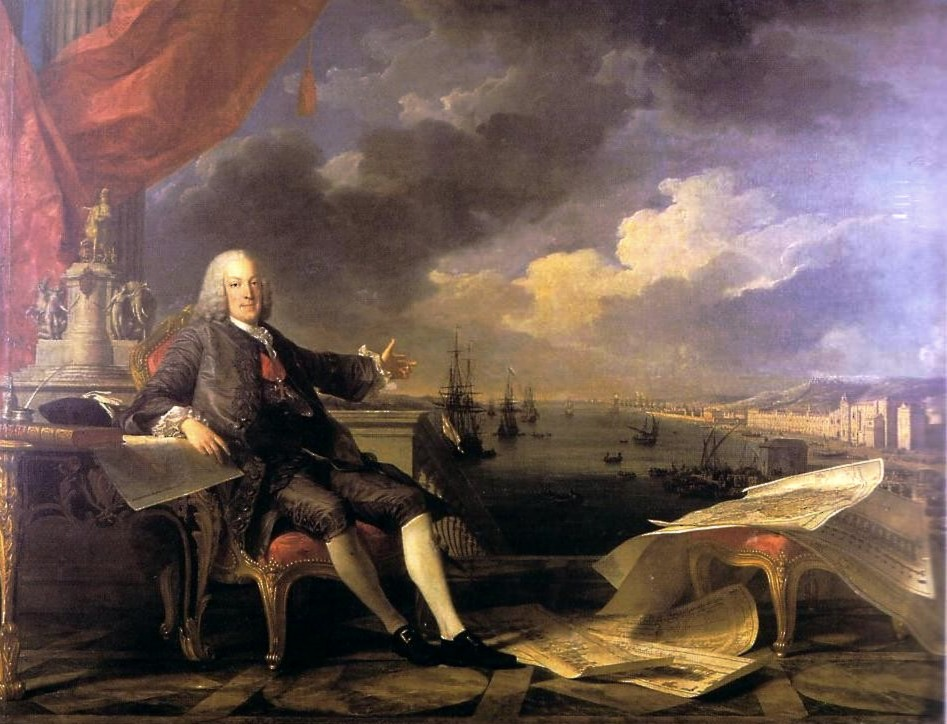
Портрет с восстановленным Лиссабоном кисти ван Лоо (1766 год)

Из обедневшей провинциальной дворянской семьи. Отец — отставной кавалерийский капитан Мануэл де Карвалью-и-Атаиде происходил из провинции Лейрия. Мать — Тереза-Луиза де Мендоса де Мелу — была уроженкой Бразилии.
Изучал право и теологию в Коимбрском университете. Его дядя Паулу де Карвалью был профессором этого университета и имел связи в церковных кругах. Но Себастьян отказался от церковной карьеры и записался в армию.
Потеряв интерес к военному делу, в 1722 году он женился на богатой вдове Терезе-Луизе де Мендоса-и-Алмада (1689—1737), племяннице графа де Аркос, и обосновался в её поместье Мело близ Помбала. Там он продолжал заниматься самообразованием, а также увлёкся сельским хозяйством. По праву майората унаследовал владения своего дяди Паулу де Карвалью в Оэйраше и Синтре.
В 1733 году становится членом Королевской академии истории.
В 1738 году был представлен своим дядей кардиналом Жуаном да Мотта-э-Силва, ставшим в 1736 году Государственным секретарём внутренних дел (первым министром), королю Жуану V. Овдовевший годом ранее, Карвалью решил посвятить себя государственным делам и с готовностью принял назначение послом в Лондон.

## Дипломатическая карьера
Британия исторически была главным внешнеполитическим союзником Португалии, поэтому посол в Лондоне имел больше возможностей отличиться, чем посланники в других европейских столицах. Основной заботой Карвалью было развитие англо-португальских торговых связей, он убеждал английских дельцов хоть раз посетить дружественный Лиссабон. Португалец был настолько впечатлён политическими и социальными достижениями британского капитализма, что решил привить их своим соотечественникам. Очевидно, тогда у него и возникла программа модернизации феодально-клерикального португальского общества.
В 1745 году Карвалью был переведён королём из Лондона в Вену, где ему пришлось выступить посредником в запутанном споре между императрицей Марией Терезией и Святым Престолом. Эта миссия увенчалась полным успехом и прославила португальского дипломата на всю Европу.
В декабре 1745 года он вступил в брак с графиней Элеонорой-Эрнестиной-Евой-Вольфгангой фон Даун, кузиной знаменитого фельдмаршала Леопольда Йозефа фон Дауна. В семье родилось два сына и две дочери.
Получив весть о тяжёлом состоянии здоровья короля, Карвалью в 1749 году подал прошение об отставке, ссылаясь на болезнетворность восточноевропейского климата, и спешно вернулся в Лиссабон. Король Жуан V принял Карвалью прохладно. Он оставался в тени до 2 августа 1750 года, когда после смерти Жуана V его вдова Мария Анна Австрийская добилась от своего сына, нового короля Жозе I, назначения отставного дипломата на пост Государственного секретаря иностранных и военных дел. Пользуясь полным доверием короля, Карвалью добился контроля над другими министерствами. 6 мая 1756 года назначен Государственным секретарём внутренних дел.

## Помбаловские реформы

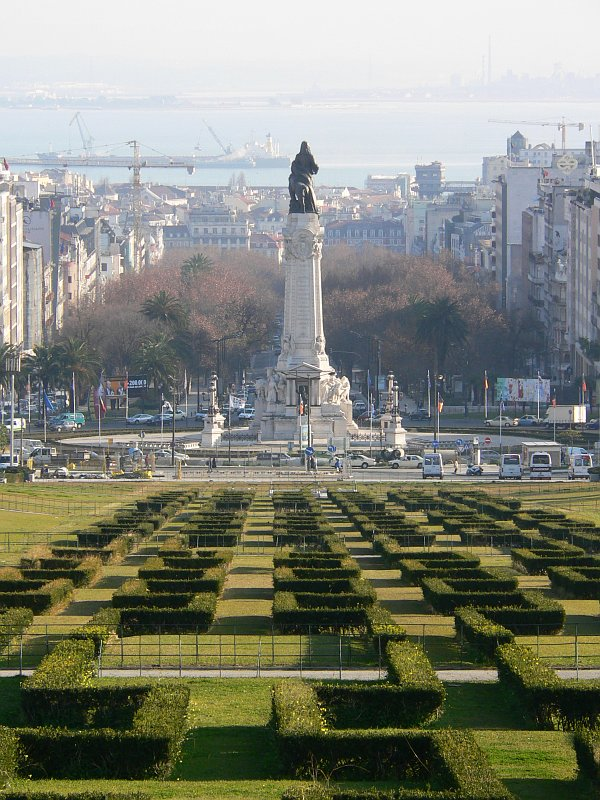
Площадь Помбала и памятник ему в Лиссабоне.

Карвалью развернул невиданные в истории Португалии реформы.
В духе «просвещённого абсолютизма» провёл ряд реформ, направленных на усиление королевской власти и улучшение государственного управления: создал новые государственные структуры, в том числе Торговый совет, Королевское казначейство, Королевскую счётную палату, Совет литературного надзора, Королевский цензорский совет — ранее цензурой ведала инквизиция. Реформировал систему сбора налогов и таможенную службу. Провёл военную реформу. В результате судебной реформы была ограничена сфера применения римского и канонического права, введён апелляционный суд из назначаемых королём судей, отменены правовые различия между «старыми» и «новыми» христианами.
В области экономики был сторонником протекционизма и меркантилизма. Осыпая привилегиями португальские мануфактуры, он наложил запрет на экспорт необработанного сырья, что привело к становлению национального производства шёлка, стекла и керамики. Поощрял создание частных компаний с государственным участием: Азиатская компания (1753), для ведения коммерческих дел в Индии, Компания Пернамбуку и Параиба (1756), для развития бразильской торговли, Всеобщая Королевская рыболовная компания в Алгарви (1773). Были учреждены торговые курсы. Право майората было распространено на купцов. В 1756 году, содействуя виноделию, Карвалью издал закон, определявший границы района посадки винограда и подробно регламентировавший способ изготовления портвейна. Для надзора за качеством продукции основал Всеобщую сельскохозяйственную компанию вин в Алту-Дору.
1 ноября 1755 года Португалия содрогнулась от землетрясения, самого страшного в истории XVIII века. Две трети Лиссабона лежали в руинах. Помбал объявил всеобщую мобилизацию, раздал населению продовольственные запасы из военных складов и развернул повсюду полевые госпитали и временные палатки. На другой день после землетрясения он уже разрабатывал планы восстановления страны. После этих событий он вошёл в историю фразой: «Похороните мертвых и исцелите живых». Под его руководством почти полностью разрушенный средневековый Лиссабон был заново отстроен и превращён в одну из самых современных и элегантных столиц Европы, а излюбленная португальскими строителями разновидность барокко вошла в историю архитектуры под названием помбалевского стиля.
Решительные действия Карвалью укрепили его международный престиж и усилили уважение к нему короля. Соответственно росло сопротивление его реформам со стороны высшей аристократии и католической церкви, в особенности влиятельного ордена иезуитов. В 1756 году Карвалью подавил заговор представителей высшей знати. В 1757 году усмирил народное восстание в Порту.
3 сентября 1758 года было совершено неудачное покушения на короля. Карвалью обвинил в его организации герцога де Авейру и маркиза де Тавора, которые были арестованы и 13 января 1759 года казнены, а их имущество конфисковано. Декретом от 3 сентября 1759 года иезуиты, обвинённые в причастности к покушению на короля, были изгнаны из Португалии и её колоний, а имущество ордена перешло в казну.
После разоблачения «иезуитского заговора» (который, по мнению историков, был сфабрикован) власть Карвалью стала абсолютной. 15 июля 1759 года ему был дарован титул графа де Оэйраш, а 16 сентября 1769 года — маркиза де Помбал.
После изгнания иезуитов Карвалью провёл реформу образования. По его мнению, образование должно предоставляться в соответствии с социальным положением: крестьяне и мелкие ремесленники не нуждаются в нём, среднее образование предназначено для мелких государственных служащих, высшее университетское образование — для элиты. В 1759 году были организованы классы для изучения латинской грамматики и риторики. В 1761 году создан Благородный колледж в Лиссабоне, где основное внимание уделялось точным наукам. Всего за время правления Помбала в Португалии было открыто свыше 800 светских школ. В 1772 принят закон о введении должностей учителей начальной школы. В том же году издан новый устав для Коимбрского университета, изменены система и содержание учебного процесса с учётом научных достижений XVII—XVIII веков, созданы новые факультеты — математический и философский, физическая лаборатория, ботанический сад, анатомический театр, обсерватория.

### Португальский язык в Бразилии
Очень существенным был вклад маркиза де Помбала в развитие португальского языка, так как он узаконил его позиции на территории крупнейшей колонии — Бразилии. В 1758 году Помбал сделал португальский язык единственным официальным языком Бразилии, запретив использование бытовавшего до этого креолизированного пиджина лингва-жерал ньенгату. К началу XIX века Бразилия становится крупнейшей португалоязычной страной планеты, занимая это положение и по сей день (См. Португальский язык в Бразилии).
В 1763 году, по инициативе Помбала, столица Бразилии была перенесена из Салвадора в Рио-де-Жанейро.

### Внешняя политика
Помбал в долгосрочной перспективе стремился ослабить экономическую зависимость Португалии от Британии. Несмотря на это, в 1761 году он отверг ультиматум французского и испанского королей, потребовавших под угрозой войны разорвать всякие отношения с Британией. В итоге в том же году Португалия вступила в Семилетнюю войну на стороне Британии. С помощью английских войск в 1762 году было трижды отражено испано-французское вторжение в Португалию. По условиям Парижского мирного договора 1763 года Португалия и Испания вернулись к довоенным границам. Остались нерешёнными споры вокруг территорий в Южной Америке: вопреки условиям мирного договора, Испания отказалась возвращать захваченные в ходе Семилетней войны крепость Колонию-дель-Сакраменто в Восточной полосе и территорию Риу-Гранди в Южной Бразилии. Готовясь к продолжению борьбы, в 1767 году Помбал начал формировать в Бразилии армию. В 1776 году началась новая война с Испанией, боевые действия в которой ограничились территорией спорных районов в Южной Америке. В 1777 году был подписан мирный договор, по условиям которого Испания вернула Португалии территорию Риу-Гранди.

## Опала и смерть

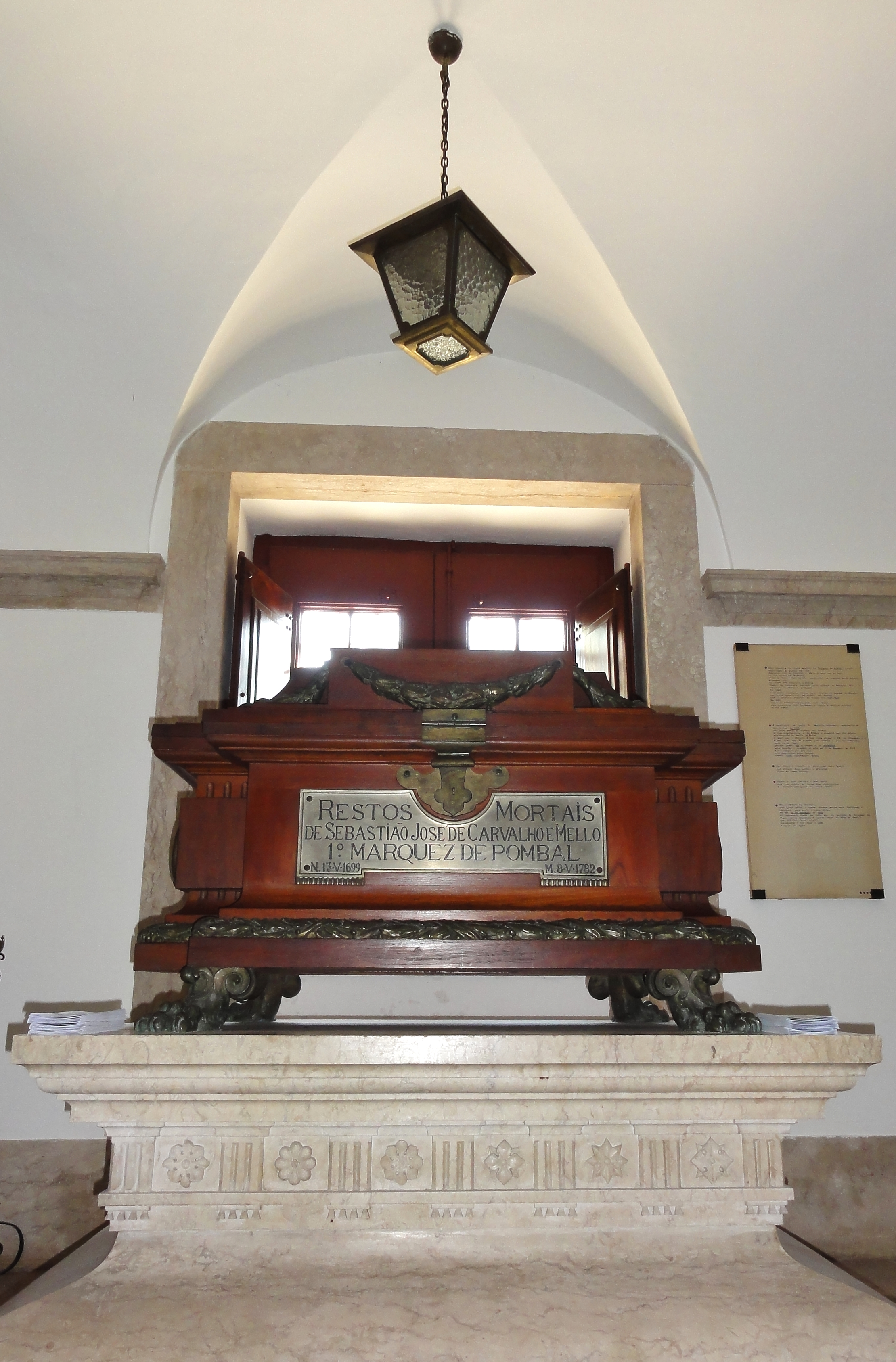
Мавзолей Себастьян Жозе де Карвалью, 1-го маркиза де Помбал в Церкви Памяти в Лиссабоне

После смерти короля Жозе I в начале 1777 года на престол взошла его дочь Мария I — ревностная католичка, за свою набожность прозванная Благочестивой. Она распорядилась освободить всех политических заключённых. В результате придворных интриг Помбал был обвинён в злоупотреблениях, 4 марта 1777 года отправлен в отставку, лишён титулов маркиза де Помбал и графа де Оэйраш и сослан в своё имение. В 1779 году над ним начался судебный процесс. В 1781 году он был осуждён и приговорён к смертной казни, заменённой пожизненным изгнанием из столицы. Большая часть его владений была конфискована. В следующем году он скончался в своём имении в Помбале. Почти все его реформы были отменены.

## Легенды
Исторический анекдот гласит, что король Португалии Жозе I приказал, чтобы любой португалец, имеющий какие-то родственные связи с евреями, носил жёлтую шляпу. Через несколько дней маркиз де Помбал появился при дворе, держа в руках три таких шляпы. Удивлённый король спросил: «Что это значит?» Помбал ответил, что он намерен выполнить приказ короля. «Но, — спросил король, — зачем вам три шляпы? — Одна из них предназначена для меня самого, — ответил маркиз, — другая для великого инквизитора, а третья на случай, если Ваше Величество пожелает покрыть голову».